# George W. Comstock
George Wills Comstock (7 de enero de 1915 - 15 de julio de 2007) fue un médico de salud pública, epidemiólogo y educador. Fue conocido por sus importantes contribuciones a la salud pública, específicamente en los campos de las deficiencias de micronutrientes, la tuberculosis y las enfermedades cardiovasculares. Se desempeñó como editor en jefe del American Journal of Epidemiology .

## Primeros años
Nacido en Niagara Falls, Nueva York , el 7 de enero de 1915, George W. Comstock era hijo del ingeniero metalúrgico George Frederick Comstock y Ella Gardner Wills Comstock. Se graduó en Antioch College en 1937 con honores en biología y química, originalmente planeaba convertirse en metalúrgico. Finalmente decidió dedicarse a la medicina y se graduó de la Escuela de Medicina de Harvard con un doctorado en medicina en 1941.